# 654
Năm 654 là một năm trong lịch Julius. 